# Charles Nicolle
Charles Jules Henry Nicolle, född 21 september 1866 i Rouen, död 28 februari 1936 i Tunis, var en fransk läkare och bakteriolog.

## Biografi
Efter grundlig utbildning i invärtes medicin kallades Nicolle 1903 till föreståndare för Pasteurinstitutet i Tunis, som snart blev ett centrum för experimentell medicinsk och bakteriologisk forskning. Bland Nicolles många arbeten var hans rörande fläckfeber de mest betydande. Nicolle visade att sjukdomen kunde ympas på apor och marsvin och att den överfördes till människan genom klädlöss. Dessa resultat ledde till att han 1928 erhöll Nobelpriset i fysiologi eller medicin för sina insatser.
Nicolle utförde vidare experimentella arbeten rörande återfallsfeber, den egyptiska ögonsjukan (trakom), medelhavsfeber och rabies. Han angav redan 1916 mässlingskonvalescentserum som ett skyddsmedel mot mässling. I det omfattande och intensiva arbetet för att förbättra de hygieniska förhållandena i Franska Nordafrika spelade Nicolle en betydande roll. Han framträdde även som skönlittär författare.
Nicole invaldes 1927 som ledamot av Kungliga Vetenskapsakademien.